# داود بن علي العباسي
أبُو سُليمان داوُد بن عليُّ بن عبد الله بن العبَّاس بن عبد المُطَّلب الهاشِميُّ القُرشيُّ (توفي سنة 133 هـ / 750 م)، أميرٌ عبَّاسي وهو من شغل منصب أول والٍ على المدينة المنورة ومكة المكرمة سنة 750 للخلافة العباسية، وهو عمّ الخليفة السفاح والمنصور.

## سيرة شخصية
هو داوُد بن الإمام علي الزاهد بن حبر الأمة والصحابي الجليل عبد الله بن العباس الهاشمي القُرشي، كان عماً للخليفة العباسي الأولين السفاح (حكم 750–754) والمنصور (حكم 754–775)، مما جعله أحد "الأعمام" الذين حصلوا على درجة عالية من النفوذ خلال السنوات الأولى بعد نجاح الثورة العباسية.
عينه ابن أخيه الخليفة السفاح واليًا على المدينة المنورة ومكة عام 750، لكنه توفي في منصبه في نفس العام وخلفه زياد بن عبيد الله خال السفاح، الذي عينه سنة 750.